# Lago Ranco (comuna)
Lago Ranco es una comuna de la provincia de Ranco, en la Región de Los Ríos (Chile), que limita al norte con la comuna de Futrono, al este con Argentina, al sur con Río Bueno y al oeste con La Unión. Según el censo 2017, tiene una población de 9896 habitantes.

## Toponimia
La comuna recibe su nombre del lago homónimo, y este a su vez del mapudungun rew-ko (‘agua con oleaje’).

## Historia
La cuenca del lago Ranco estuvo poblada desde tiempos remotos por comunidades indígenas que pertenecían al pueblo huilliche, que se caracterizaba por su carácter más pacífico que el de los mapuches. Aunque esto no era la norma general, como quedó demostrado en la gran rebelión encabezada por el toqui Pelantaro en 1599 y que significó la destrucción y el abandono de las ciudades y fuentes levantadas por los conquistadores españoles al sur del Biobío.
Pero la mayor parte de la vida de las comunidades huilliches en esta zona, transcurrió de una forma relativamente tranquila en estrecho contacto con el medio natural que les proporcionaba su sustento: la recolección, la caza, la pesca, la ganadería y una incipiente agricultura, eran las actividades que le permitían mantener su modo de vida sedentario y el desarrollo de ciertas expresiones culturales.
El escenario geográfico en el que vivieron las comunidades huilliches de la zona fueron las hoyas lacustres del Maihue y el Ranco, ambos lagos situados en el sector pre-cordillerano, y comunicados entre sí por el río Calcurrupe.
En este marco geográfico que tuvo su génesis en el último período glacial —el cuaternario— vivieron los primitivos habitantes de este lugar; así cada sector fue tomando un nombre que le identifica hasta el presente: Maihue, Curriñe, Chabranco, Hueinahue y Rupumeica, Carrán, en el sector del Maihue. Tringlo, Ranco, Huapi, Calcurrupe, Llifén, Illahuapi, Pocura, Riñinahue, Pitreño, Ilihue, Quillaico, Ignao, Pitriuco, en el sector del lago Ranco.

### Periodo histórico
Durante la etapa colonial de Chile el panorama de relativa tranquilidad no varío mayormente, permaneciendo estos territorios al margen del proceso colonizador, solo esporádicamente se advierten algunos intentos de integrar esta zona a la vida civilizada, por ejemplo a través de la labor misionera de los jesuitas desde las fortificaciones de Quinchilca, en el norte, y el Fuerte San José de Alcudia, por el sur, en las márgenes del río Bueno, al oeste del lago
Durante la etapa republicana, el estado chileno debió impulsar un proceso de colonización e integración de sus territorios aislados a la vida nacional. Pero por su ubicación en el sector precordillerano, la cuenca del lago Ranco no fue un objetivo considerado en este proceso cuya atención estaba centrada en el valle longitudinal y el sector costero. Aun así, en 1846 el cartógrafo Bernardo Phillippi, confeccionó un mapa de la provincia de Valdivia, constituida en ese entonces por los departamentos de Valdivia y Osorno.
Otro antecedente histórico del siglo XIX, indica que en 1885 el departamento de Valdivia era subdividido en subdelegaciones y distritos, como subdelegación N.º 8 se establecía la de Quinchilca, que incluía los distritos de Quinchilca, Riñihue y Maihue. Este último constituye el área territorial base para la futura comuna de Lago Ranco.
Los primeros colonos que se establecieron en los márgenes de lago Ranco llegaron desde fines del siglo XIX, los cuales se avecindaron en el sector occidental de la cuenca del lago, en los sectores de Hueimen e Ignao. La belleza natural y la inmensa riqueza de los bosques nativos fue un gran motivo para que continuaran llegando familias de colonos alemanes, que constituyeron la avanzada del asentamiento en este lugar y favorecieron la integración con el valle central. Entre estas primeras destacan las familias Konust, Daniel y Rettig.	
Por otra parte, también se debe mencionar otras familias originarias de estos parajes cuya descendencia representa el vínculo con el pasado ancestral. Entre estas familias se pueden destacar: Ancacura, Huaito, Huequelef, Huenuman, Quichel, Neguiman, Neipán, Antilaf, Calfulef, Millahuanque, Millape, Curinao, Calfumil, Catrihual y otras, las cuales representan un ejemplo de la herencia histórica de los antepasados huilliches.

#### Gesta del ferrocarril
La construcción de una red ferroviaria entre Cocule (sector sur de La Unión) y lago Ranco comenzó en 1928: dicho proyecto nació por iniciativa de los primeros colonos —Konust, Daniel y Rettig— quienes, con visión empresarial impulsaron esta acción. El ramal, concluido en la década del 30, llegó en un primer momento solo hasta Ignao, mientras se resolvía el difícil tramo denominado «Vuelta de la Guitarra», a la altura de Quillaico.
Una vez completado el ramal ferroviario, comenzó un lento asentamiento de población dedicada preferentemente a las labores derivadas de la explotación maderera, que era la principal actividad económica de la época y el principal objetivo del ferrocarril.
Así en primera instancia, este núcleo urbano recibió la denominación de Punta de Rieles, más tarde por la expansión hacia los cerros, pasó a llamarse Tringlo y posteriormente Pérez Rosales, en honor al impulsor de la colonización alemana en la zona.
En 1935 se dispuso el primer plan regulador de este incipiente poblado. En 1937, por decreto ley, se ordenó el remate de terrenos fiscales en loteos, que posteriormente originaron el pueblo.

### Creación de la comuna
El 14 de febrero de 1941, bajo el gobierno de Pedro Aguirre Cerda, se promulga la Ley 6826 que crea la comuna-subdelegación de Lago Ranco en el departamento de Río Bueno, con el pueblo de Lago Ranco —situado en la ribera sur del lago Ranco— como cabecera. La ley también fija los límites de la nueva comuna —cuyo territorio se había desprendido de la comuna de Río Bueno—.

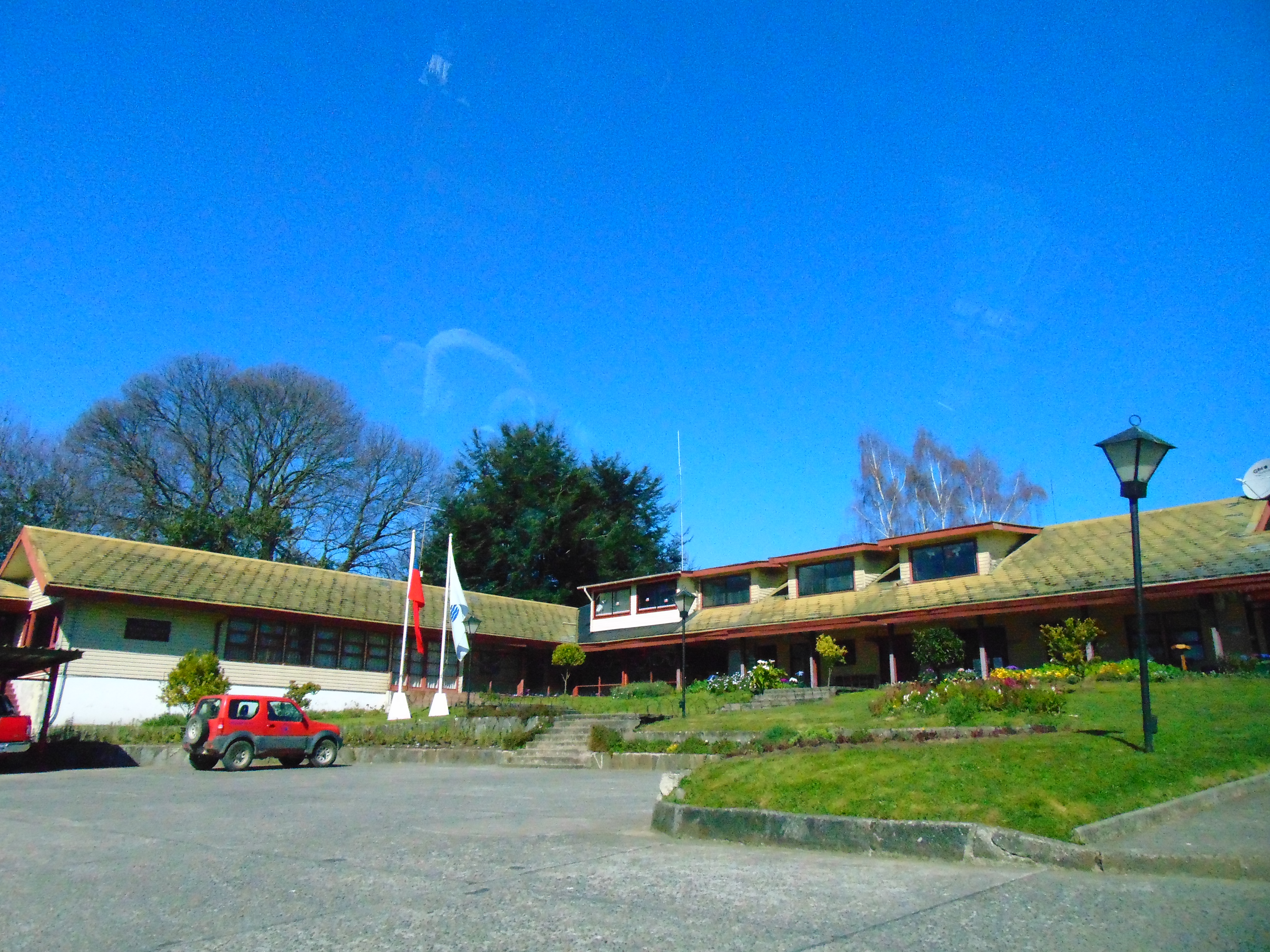
Municipalidad de Lago Ranco

Con la creación de la comuna en 1941, comienza a intensificarse el lento proceso de urbanización y desarrollo comunal; a partir de es entonces ha venido desenvolviéndose la vida comunal con el empuje de sus autoridades y ciudadanos y con el apoyo de los gobiernos centrales, lo que ha permitido una mayor integración con las comunas vecinas, en particular con la comuna de Río Bueno.
Relevante resulta destacar la actividad lacustre en 1947, registraba un gran apogeo. Varios vapores surcaban las aguas del lago Ranco, recorriendo las diferentes áreas en una extensa zona que iba desde Puerto Rettig, y el mismo Ranco, hasta Riñinahue, Llifén, Futrono, isla Huapi y Puerto Nuevo. Toda una época marcaron vapores como el Laja, el Saturno, el Osorno, el Lilí, el Valdivia, yendo y trayendo pobladores y mercancías sobre las aguas del Ranco, esporádicamente agitadas por la puihua. Varios de ellos resultaron destruidos por la fuerza del puelche negro. Una de las obras de mayor envergadura realizadas en la comuna ha sido la construcción del edificio del Liceo Antonio Varas, concluida en 1960.
En el transcurso del siglo XX se han registrado dos grandes catástrofes naturales: la erupción del volcán Carrán en 1955 y el terremoto de Valdivia de 1960, que causaron inquietud y daños, luego superados.
Otro hito importante de la historia comunal, fue determinado por el proceso de regionalización impulsado a partir de 1974, que determinó la autonomía de la comuna de Lago Ranco, pero al mismo tiempo significó la segregación del sector oriental de Llifén, que quedó integrado a la comuna de Futrono.

## Geografía
La comuna de Lago Ranco se encuentra emplazada en las unidades geomorfológicas de Llano central con morrenas y conos, Precordillera morrénica, Cordillera volcánica activa y lagos de barrera morrénica;

### Hidrografía
Esta además se halla en la cuenca hidrográfica de río Bueno. Además, la comuna posee diversos cuerpos de agua, entre los que se destacan el lago Gris, lago Huishue, lago Maihue y lago Ranco, laguna Aguas Negras, laguna Carilafquen, laguna Gemelas, laguna Las Coipos, laguna Los Coipos, laguna Pichi, laguna Pitreno y laguna Verde; y río Blanco, río Bueno, río Cajón Negro, río Calcurrupe, río Chaichayen o Maihue, río Cholchol, río Contrafuerte, río Futangue, río Hueinahue, río Iculpe, río Ignao, río Los Venados, río María Loreto, río Melipue, río Nilahue, río Pichi, río Pichi Iculpe, río Pichi Ignao, río Rininahue y río Rupumeica.
El río Bueno recibe la mayor cantidad de tributarios desde el margen sur presentando un régimen pluvial y en altura cordillerana muestra características torrentosas con régimen nival. El lago Ranco tiene 443 km² de superficie a 69 m s. n. m. y 199 metros de profundidad máxima, caracterizándose por ser el tercer lago en extensión dentro del territorio nacional. En el lago Ranco caen las aguas provenientes de los lagos Maihue —con una superficie de 49 km²— y Huishue, los que se encuentran al norte del cordón Caulle. También desagua en el lago Ranco el río Riñinahue, el que nace próximo a los límites del parque nacional Puyehue.
Los ríos Contrafuerte, Los Venados y Nilahue nacen al norte del volcán Puyehue, drenando el sector central de la zona volcánica Puyehue–Carrán; ambos ríos se unen cerca del volcán Carrán, tomando el nombre de río Nilahue, el que desemboca por el oriente del Lago Ranco.
En el sector de la cordillera Nevada nace el río Iculpe, el que desemboca en la ribera sur del lago Ranco, próximo al pueblo de Lago Ranco.
El lago Gris se ubica en el sector suroeste de la comuna y dentro del parque nacional Puyehue, con una superficie aproximada de 9 km² y a 1000 m s. n. m. Este lago da origen al río Blanco, el cual se une al río Chol Chol, naciendo este último de la laguna Gemelos. Estos ríos desembocan en el lago Huishue. También desemboca en este lago el estero La Virgen, el que nace al noroeste del lago Gris.

### Clima
En la comuna se presentan tres tipos de clima muy diferenciados entre sí: el denominado clima templado lluvioso con influencia mediterránea (Cfsb), clima de montaña (G) y clima de hielo por efecto de altura (Efh).
1. El primer tipo de clima se desarrolló entre la cordillera preandina que rodea la depresión intermedia. Se caracteriza por no presentar una estación seca, produciéndose precipitaciones a lo largo de todo el año, presentando sin embargo ciertas características de un descanso pluviométrico durante la estación cálida. En este clima templado lluvioso la temperatura no tiene grandes oscilaciones. A ello contribuye la superficie líquida del lago Ranco que, además, impide las heladas en sus riberas. Durante la primavera y el verano se produce una persistente nubosidad que tiende a disiparse al mediodía, la cual es conocida como sur negro.[11]
2. El clima de montaña se manifiesta principalmente en la cordillera de los Andes, en algunos sectores de la precordillera. Se encuentra por encima de la curva de nivel de 500 m s. n. m., altura que corresponde aproximadamente al desarrollo de la isoterma de 5 °C en el mes más frío y hasta aquella donde desaparece la vegetación de tipo arbóreo por efecto de las temperaturas bajas.
3. El tercer tipo de clima que se presenta en la comuna es el clima de hielo por efecto de altura, el cual se desarrolla en lugares de la alta cordillera, en donde se supera la cota de 3.000 m s. n. m. Las condiciones imperantes en tales sectores se degradan entre un clima de tundra, sin árboles, a un clima de nieves perpetuas sin vegetación a medida que aumenta la altura.

La comuna se caracteriza por presentar lluvias a lo largo de todo el año. La media anual de precipitaciones en lago Ranco llega a 2020 mm, mientras que en el lago Maihue es de 4072 mm. Con esto se demuestra que las precipitaciones aumentan a medida que se incrementa la altura, dando como resultado una mayor pluviometría de la comuna en su sector oriental.
En la comuna las temperaturas promedios descienden en general hacia el este, no obstante existen amplios sectores cercanos al lago en que sus temperaturas son condicionadas por su efecto de moderación térmica. Las temperaturas promedios máximas y mínimas anuales se registran en los meses de enero y de julio.
La temperatura para Lago Ranco oscila entre 3 y 20 °C y para el lago Maihue entre 0 y 18 °C. La comuna no presenta meses secos, pero los más afectados por este fenómeno natural son los meses de febrero para el Lago Ranco y diciembre para el lago Maihue.
En la comuna predominan los vientos de dirección noroeste, suroeste y oeste. Junto con ello aparecen vientos típicos, como el puigua o puelche sobre toda la comuna, los cuales secan el aire en el verano y ocasionan tempestades en el invierno.

## Medio ambiente

### Componentes bióticos

Trazado simplificado de los ecosistemas y cuerpos de agua presentes en la comuna de Lago Ranco.

Dentro del territorio de la comuna se pueden hallar los siguientes ecosistemas:
- Bosque caducifolio templado andino donde predominan Nothofagus alpina y Dasyphyllum diacanthoides (En peligro)
- Bosque caducifolio templado andino donde predominan Nothofagus alpina y Nothofagus dombeyi (Vulnerable)
- Bosque caducifolio templado andino donde predominan Nothofagus pumilio y Drimys andina (Vulnerable)
- Bosque caducifolio templado andino donde predominan Nothofagus pumilio y Ribes cucullatum (Preocupación menor)
- Bosque caducifolio templado donde predominan Nothofagus obliqua y Laurelia sempervirens (En peligro)
- Bosque laurifolio templado interior donde predominan Nothofagus dombeyi y Eucryphia cordifolia (Preocupación menor)
- Bosque siempreverde templado andino donde predominan Nothofagus dombeyi y Saxegothaea conspicua (Casi amenazado)
- Matorral bajo templado andino donde predominan Adesmia longipes y Senecio bipontinii (Vulnerable)

### Flora y fauna
La fauna de la zona esta en estrecha relación con la formación vegetal existente en el área, denominada pluviselva valdiviana, la cual se caracteriza por la alta proporción de especies endémicas, es decir, especies cuya área de dispersión está delimitada en esta región. Sin embargo muchas de estas especies se encuentran en peligro de extinción. Los mamíferos más comunes en este tipo de bosques son: la guiña, el pudú, cuyo hábitat preferido es el bosque de coihue y ulmo, el puma del sur, que habita en el sector cordillerano, el zorro gris, el coipo del sur, el cual se ubica en terrenos húmedos y pantanosos, y el gato montés, además de otras especies introducidas como la liebre.
Con respecto a las aves, destacan el chucao, el hued hued, la torcaza, el choroy, el carpintero grande y la perdiz del sur, entre otras.
Entre los insectos, se destaca: el ciervo volante, el coleóptero de la luna, la madre de la culebra y el caballito del Diablo.
En cuanto a los peces existen especies nativas e introducidas, las cuales constituyen un importante atractivo para la pesca deportiva. Los peces autóctonos más abundantes son: puye, carmelita, trucha o percatrucha peladilla, pejerrey del río, y entre las especies introducidas se encuentran la trucha arcoíris, trucha de arroyo, trucha café y trucha europea.

### Medidas de protección ambiental y conflictos socioambientales
Hasta 2022, la comuna de Lago Ranco cuenta con las siguientes zonas que poseen algún nivel de protección ambiental:
- Bosques Templados Lluviosos (Reserva Biósfera)[17]
- Cerro Illi (Bien Nacional Protegido)[18]
- Chollinco (Iniciativa de Conservación Privada)[19]
- Contrafuerte (Iniciativa de Conservación Privada)[20]
- Cordillera Ranco (antes Providencia) (Iniciativa de Conservación Privada)[21]
- Corredor Andino Lago Huishue-Lago Riñihue (Cuenca*) (Sitios ERB)[22]
- Corredor ribereño Río Bueno (Sitios ERB)[23]
- Parque Alfonso Brandt (antes Piedra Mesa) (Iniciativa de Conservación Privada)[24]
- Parque Nacional Puyehue (Parque Nacional)[25]
- Sin Nombre (Adriana Paredes Pinda) (Iniciativa de Conservación Privada)[26]

## Administración

### Municipalidad
La comuna de Lago Ranco es dirigida y administrada por la I. Municipalidad de Lago Ranco, la cual es encabezada por el alcalde Miguel Meza Shwenke (RN), quien es asesorado por los siguientes concejales:
Chile Vamos:
- Silvana Pérez Vera (RN)
- Edgar Vásquez Urrutia (Ind. electo en cupo RN)
- Erika Rojas Rudolph (UDI)

Socialismo Democrático:
- Miguel Obando Montecinos (Ind. electo en cupo PPD)

Fuera de Coalición:
- María Cristina Rosas Lobos (PDC)
- Herman Portales Osorio (Independiente)

### Representación Parlamentaria
La comuna pertenece a la 12° circunscripción senatorial, la cual es representada en el Senado por el periodo 2022-2030 por los senadores Alfonso de Urresti (PS) y María José Gática (RN).
A su vez, pertenece al distrito electoral N° 24, siendo representada en la Cámara Baja por los diputados Marcos Ilabaca (PS), Gastón von Mühlenbrock (UDI), Bernardo Berger (Ind-Chile Vamos), Patricio Rosas (UNIR) y Ana María Bravo (PS).

## Economía
En la comuna de Lago Ranco, las principales actividades económicas la constituyen el sector silvoagropecuario, al sector turismo y los servicios.
Con relación al sector silvoagropecuario, de acuerdo a un estudio agroclimático, realizado en la comuna, indica como resultado, que buena parte de esta no tiene un buen potencial para las actividades agrícolas, solo una parte: la zona de Lago Ranco.
Por otra parte, el clima permite todos los cultivos propios de la zona excepto donde las limitaciones de los suelos solo aceptan praderas naturales. En la comuna predominan los terrenos montañosos y solo alrededor de un 4,2 % serían aptos para la agricultura.
De acuerdo al diagnóstico agroclimático realizado, la comuna de Lago Ranco tiene un potencial predominantemente forestal, debido a las características agroecológicas del suelo y a la existencia de abundante reserva de bosques nativos y plantaciones recientes de especies exóticas, la actividad se realiza a un nivel de explotación primaria y se caracteriza por ser un proceso de extracción de maderas sin elaboración destinadas a otros centros de más tecnología.
En una menor escala, se encuentra el sector ganadero y agrícola, el cual pertenece a pequeños propietarios agrícolas que utilizan un sistema de explotación mínima, con escasa tecnología y orientado específicamente al cultivo de rubros tradicionales como trigo y papa, lo cual normalmente es utilizado para autoconsumo, con mano de obra familiar, también lo integran en un menor número medianos agricultores, quienes utilizan mayor mano de obra y más tecnología.
Además de las actividades anteriormente señalados, la comuna de Lago Ranco tiene un potencial turístico y una creciente actividad económica dentro de este sector, ya que la comuna se encuentra dentro de la cuenca del Lago Ranco, en conjunto a las comunas de Río Bueno, Paillaco, Futrono y La Unión.

## Medios de comunicación

### Radioemisoras
FM
- 89.9 MHz - FM Mundo
- 96.9 MHz - Lago Ranco FM
- 99.1 MHz - Paraíso

### Televisión
- 10.1 - Chilevisión HD
- 10.2 - UChile TV